# Julian Español
Julian Español (* 25. Juni 1904 in Villafranca de Ebro, Saragossa; † 25. Oktober 1994 in Hospitalet de Llobregat) war ein spanischer Radrennfahrer und nationaler Meister im Radsport.

## Sportliche Laufbahn
Español war Bahnradsportler. 1925 siegte er in der nationalen Meisterschaft im Sprint. 1926 und 1927 verteidigte er den Titel. 1928 verlor er die Meisterschaftswürde an Antonio Torres. 1929 bis 1931 wurde er dann wieder Sprintmeister. 1933 unterlag er im Finale Juan Plans Bosch. 
Auch als Steher war er erfolgreich. 1930 errang er den nationalen Titel im Steherrennen.